# Marie-Anne Van Sluys
Marie-Anne Van Sluys (3 de setembro de 1961) é uma geneticista, pesquisadora e professora universitária brasileira.
Membro titular da Academia Brasileira de Ciências e da Academia de Ciências do Estado de São Paulo, Van Sluys é professora titular do departamento de botânica do Instituto de Biociências da Universidade de São Paulo, tendo participado do maior sequenciamento do genoma de cana-de-açúcar comercial.
Filha de imigrantes belgas nascida no Rio de Janeiro, publicou mais de 90 artigos de pesquisa em revistas internacionais, como a Nature, EMBO J, New Phytologist e Mobile DNA. Suas linhas de pesquisa incluem o estudo de elementos transponíveis e seu impacto no genoma, a análise dos efeitos do ácido ascórbico em bactérias e células de mamíferos, bem como a pesquisa sobre a atividade do elemento transponível Ac do milho em Arabidopsis thaliana.
É coordenadora, desde 2007, do laboratório GaTE-Genomes and Transposable Elements. Van Sluys foi presidente da comissão de pesquisa do Instituto de Biociências entre 2006 e 2008, chefe do Departamento de Botânica, 2010-2012, e, desde 2008, é membro da Coordenação Adjunta de Ciências da Vida junto à Diretoria Científica da FAPESP.
É uma das pesquisadoras responsáveis pela elaboração do programa transversal de pesquisa em Bioenergia (BIOEN-FAPESP), que abrange cinco divisões: Biomassa, Processos Industriais, Alcoolquímica, Motores e Impactos Socioeconômicos, Ambientais e uso da terra no Estado de São Paulo. Sua liderança foi fundamental para a formação do grupo GaTE, que contou com a participação de 32 profissionais em diferentes estágios de desenvolvimento científico, atualmente atuando nos setores público e privado.
Em 2000, foi agraciada com o Prêmio Mulher do Ano pela Revista Cláudia e recebeu a Medalha de Mérito Científico e Tecnológico do Governo do Estado de São Paulo. É uma das organizadoras do livro Elementos de Transposição: Diversidade, evolução, aplicações e impacto nos genomas dos seres vivos, publicado em 2015.